# NGC 2573
NGC 2573 في الفهرس العام الجديد، هي مجرة، تقع في كوكبة الثمن. اكتشفت في 29 مارس 1837 بواسطة جون هيرشل.

## روابط خارجية
- NGC 2573 على موقع ويكي سكاي: DSS2, SDSS, GALEX, IRAS, Hydrogen α, X-Ray, Astrophoto, Sky Map, Articles and images